# RARP
RARP (eng. Reverse Address Resolution Protocol) mrežni je protokol kojim je moguće iz poznate fizičke MAC adrese saznati IP adresu, što je obrnuto od uloge ARP-a. Najčešća primjena RARP-a je kod sustava bez diska koji prilikom pokretanja ne znaju vlastitu IP adresu pa je dobivaju pomoću RARP upita.